# Hindi Zahra
Hindi Zahra (Khouribga, 1979) is een Marokkaanse in Frankrijk wonende zangeres met een Engels- en Berberstalig repertoire.

## Levensloop en carrière
In 1993 verliet ze samen met haar vader haar geboorteland Marokko en verhuisde ze naar Frankrijk. Nadat ze op achttienjarige leeftijd afstudeerde werkte ze een tijd in het Louvre in Parijs. Tijdens die periode schreef ze haar eigen muziek en was ze aan de slag als achtergrondzangeres. Later zette ze haar carrière verder in de alternatieve muziekscene.
In januari 2010 werd haar debuutalbum "Hand made" uitgebracht door Blue Note Records. De eerste single uit het album is het nummer "Beautiful Tango".